# Kumitoga
Kumitoga és un cràter sobre la superfície del planeta nan Ceres, situat amb el sistema de coordenades planetocèntriques a -4.37 ° de latitud nord i 184.84 ° de longitud est. Fa un diàmetre de 96 km. El nom va ser fet oficial per la UAI el primer d'octubre del 2015 i fa referència a Kumitoga, deessa que dona vida a les plantes de la cultura de la polinèsia.